# Teatre Bolxoi Kàmenni
El Teatre Imperial Bolxoi Kàmenni de Sant Petersburg ('gran teatre de pedra de Sant Petersburg', rus: Большо́й Ка́менный теа́тр) va ser un teatre de Sant Petersburg.
Va ser construït el 1783 amb el disseny neoclàssic d'Antonio Rinaldi com a teatre Kàmenni (és a dir, 'de pedra'). El teatre Bolxoi Kàmenni es va inaugurar a la plaça del Carrusel enmig d'una gran pompa el 5 d'octubre i va donar a la plaça el seu nou nom; fins i tot actualment es coneix com a plaça del Teatre. L'òpera de Giovanni Paisiello, Il mondo della luna, es va presentar a l'obertura.
Va ser reconstruït en 1802 segons els dissenys de l'arquitecte francès Jean-François Thomas de Thomon i va passar a anomenar-se Bolxoi, però es va incendiar el 1811. L'edifici va ser restaurat el 1818 i modificat entre 1826 i 1836 per Alberto Cavos per adaptar-se a la maquinària d'escenari més moderna.
Fins a 1886, el teatre Bolxoi Kàmenni era un teatre principal tant per al Ballet Imperial Rus com per a l'Òpera Imperial Russa. Va ser allí on es van estrenar les primeres òperes russes: Una vida pel tsar i Ruslan i Liudmila, de Glinka. Tot i que el teatre va incloure moltes de les grans òperes russes en el seu repertori al llarg de la seva història, a partir de 1860, després de la seva inauguració, l'escenari del Teatre Imperial Mariïnski va començar a rebre les estrenes mundials de les obres de Txaikovski, Mússorgski i Rimski-Kórsakov. Molts dels grans ballets del segle xix de Marius Petipa i Arthur Saint-Léon es van donar per primera vegada a l'escenari del teatre Bolxoi Kàmenni.
El 1886 l'edifici va ser declarat insegur i, a instàncies del director del teatre, Ivan Vsévolojski, les representacions de ballet i òpera es van traslladar al Teatre Imperial Mariïnsky, on s'han mantingut des d'aleshores. El teatre Imperial Bolxoi Kàmenni va ser enderrocat per a construir el Conservatori de Sant Petersburg. Les úniques seccions supervivents del teatre original són la gran escala i l'entrada, conservades a l'edifici del conservatori.

## Estrenes notables
Òperes
- Una vida pel tsar (1836) — Mikhaïl Glinka.
- Ruslan i Liudmila (1842) — Mikhaïl Glinka.
- La forza del destino (1862) — Giuseppe Verdi.

Ballets
- La filla del faraó (1862) — coreografia Marius Petipa, música. Cesare Pugni.
- La bellesa del Líban o l'esperit de la muntanya — coreografia Marius Petipa, música Cesare Pugni.
- El petit cavall geperut (1864) — coreografia Arthur Saint-Léon, música Cesare Pugni.
- La Baiadera (1877) — coreografia Marius Petipa, música Ludwig Minkus.

## Galeria d'imatges

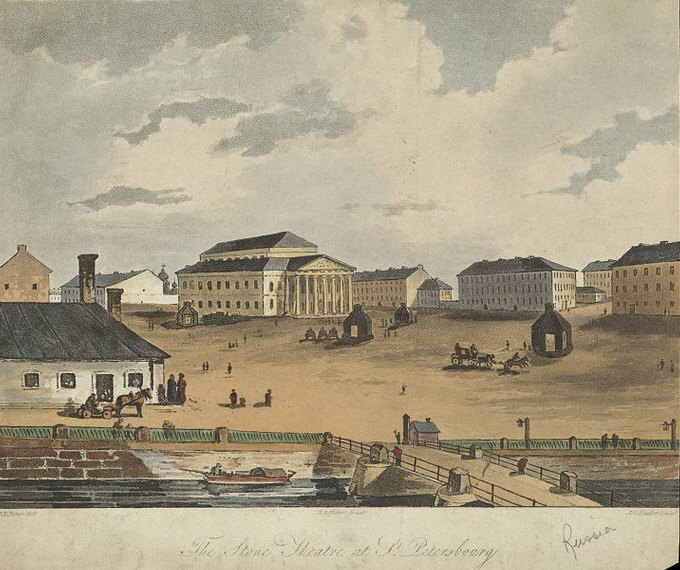
El Teatre de Pedra de Sant Petersburg, que representa el teatre Bolxoi Kàmenni, pintat a mà amb aquarel·la, publicat a Londres el 2 de gener de 1809. Museu Victoria & Albert, número de museu: S.3278-2009
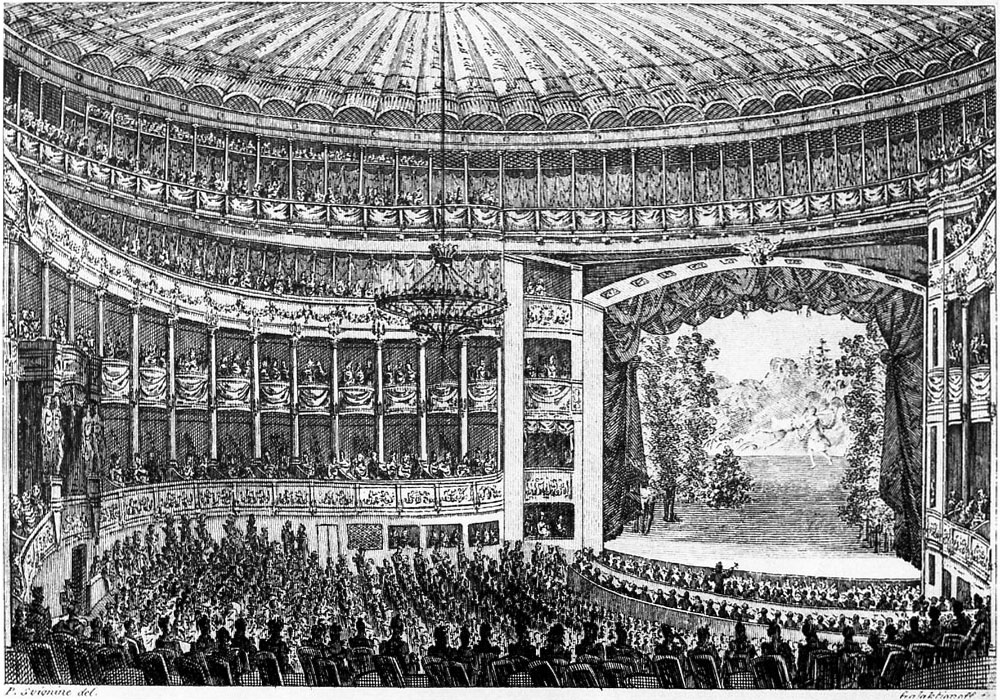
L'auditori del teatre Bolxoi de Sant Petersburg el 1820.